# Formazioni di 1. Bundesliga tedesca di pallavolo maschile 2013-2014
Formazioni delle squadre di pallavolo partecipanti alla stagione 2013-2014 del campionato di 1. Bundesliga tedesca.

## Sport-Club Charlottenburg
| N° | Nome                 | Ruolo | Data di nascita  | Nazionalità sportiva |
| -- | -------------------- | ----- | ---------------- | -------------------- |
| -  | Mark Lebedew         | All   | 6 maggio 1967    | Australia            |
| 1  | Scott Touzinsky      | S     | 22 aprile 1982   | Stati Uniti          |
| 2  | Kawika Shoji         | P     | 11 novembre 1987 | Stati Uniti          |
| 3  | Robert Kromm         | S     | 9 marzo 1984     | Germania             |
| 4  | Aleksandar Spirovski | S/O   | 16 agosto 1978   | Serbia               |
| 6  | Felix Fischer        | C     | 27 febbraio 1983 | Germania             |
| 7  | Roko Sikirič         | S     | 22 agosto 1981   | Croazia              |
| 9  | Ricardo Galandi      | C     | 18 maggio 1989   | Germania             |
| 10 | Sebastian Kühner     | P     | 15 marzo 1987    | Germania             |
| 11 | Martin Kryštof       | L     | 11 ottobre 1982  | Rep. Ceca            |
| 12 | Paul Carroll         | S/O   | 16 maggio 1986   | Australia            |
| 13 | Florian Hecht        | C     | 30 maggio 1993   | Germania             |
| 14 | Tomáš Kmeť           | C     | 1º dicembre 1981 | Slovacchia           |
| 15 | Ruben Schott         | S     | 8 luglio 1994    | Germania             |
| 17 | Srećko Lisinač       | C     | 17 maggio 1992   | Serbia               |
| 18 | Oskar Wetter         | P     | 14 giugno 1995   | Germania             |

## Volleyball Club Bottrop 90
| N° | Nome              | Ruolo | Data di nascita   | Nazionalità sportiva |
| -- | ----------------- | ----- | ----------------- | -------------------- |
| -  | Goran Aleksov     | All   | 24 aprile 1973    | Macedonia del Nord   |
| 1  | Jozef Jánošík     | P     | 18 maggio 1979    | Slovacchia           |
| 2  | Marcel Gil        | C     | 8 maggio 1990     | Portogallo           |
| 3  | Lennart Bevers    | L     | 10 luglio 1993    | Germania             |
| 4  | Itamar Stein      | C     | 12 febbraio 1983  | Israele              |
| 5  | Mirko Schneider   | P     | 27 aprile 1994    | Germania             |
| 6  | Christian Gosmann | S     | 2 luglio 1992     | Germania             |
| 7  | Marco Donat       | S     | 6 dicembre 1980   | Germania             |
| 9  | Daniel Rocamora   | C     | 27 maggio 1988    | Spagna               |
| 10 | Nathan French     | S     | 20 aprile 1990    | Regno Unito          |
| 11 | Robert Böttcher   | C     | 12 settembre 1989 | Germania             |
| 12 | Matthias Nötzel   | P     | 8 settembre 1971  | Germania             |
| 13 | Miroslav Jakubov  | S/O   | 4 giugno 1987     | Slovacchia           |
| 15 | Felix Ahr         | C     | 12 settembre 1990 | Germania             |
| 16 | David Kampa       | L     | 9 aprile 1984     | Germania             |

## Turnverein Bühl Volleyball
| N° | Nome                | Ruolo | Data di nascita  | Nazionalità sportiva |
| -- | ------------------- | ----- | ---------------- | -------------------- |
| -  | Ruben Wolochin      | All   | 30 giugno 1970   | Argentina            |
| 1  | Martti Juhkami      | S     | 6 giugno 1988    | Estonia              |
| 2  | Łukasz Szarek       | S     | 22 febbraio 1989 | Polonia              |
| 3  | Valters Lagzdins    | S/O   | 3 marzo 1989     | Germania             |
| 4  | Lars Wilmsen        | C     | 14 luglio 1993   | Germania             |
| 5  | Tomáš Kocian        | P     | 27 marzo 1988    | Slovacchia           |
| 6  | Axel Jacobsen       | P     | 10 luglio 1984   | Danimarca            |
| 7  | Nicholas Vogel      | C     | 5 febbraio 1990  | Stati Uniti          |
| 8  | Marvin Prolingheuer | S/O   | 29 giugno 1990   | Germania             |
| 9  | Zoltán Kovács       | C     | 23 agosto 1986   | Ungheria             |
| 10 | Björn Höhne         | S     | 27 marzo 1991    | Germania             |
| 11 | Dávid Molnár        | L     | 22 novembre 1984 | Ungheria             |
| 12 | Andri Aganits       | C     | 7 settembre 1993 | Estonia              |
| 14 | Florian Ringseis    | L     | 9 luglio 1992    | Austria              |
| 17 | Joseph Sunder       | S     | 18 maggio 1988   | Stati Uniti          |

## Volleyballsportgemeinschaft Coburg/Grub
| N° | Nome                  | Ruolo | Data di nascita  | Nazionalità sportiva |
| -- | --------------------- | ----- | ---------------- | -------------------- |
| -  | Milan Maric           | All   | 2 ottobre 1961   | Bosnia ed Erzegovina |
| 1  | Nikola Poluga         | C     | 1º marzo 1986    | Serbia               |
| 2  | Paul Lohrisch         | S     | 11 aprile 1987   | Germania             |
| 3  | Johannes Engel        | S/O   | 18 maggio 1991   | Germania             |
| 4  | Merten Krüger         | P     | 8 novembre 1990  | Germania             |
| 5  | Max Kessel            | C     | 2 maggio 1992    | Germania             |
| 6  | Max Meuter            | L     | 24 novembre 1989 | Germania             |
| 7  | Kevin Foyer           | S     | 11 ottobre 1990  | Germania             |
| 8  | Benjamin Kucera       | L     | 3 settembre 1980 | Germania             |
| 9  | Hans-Peter Nürnberger | S     | 25 luglio 1987   | Germania             |
| 10 | Sven Kellermann       | C     | 17 luglio 1987   | Germania             |
| 11 | Daniel Maleschka      | S/O   | 28 aprile 1994   | Germania             |
| 12 | Jonas Ickerott        | S     | 29 giugno 1989   | Germania             |
| 13 | Steffen Reinsch       | L     | 30 marzo 1985    | Germania             |
| 14 | Torsten Spiller       | C     | 18 aprile 1978   | Germania             |
| 18 | Adam Kocian           | P     | 1º aprile 1995   | Germania             |

## Volleyball Club Dresden
| N° | Nome              | Ruolo | Data di nascita   | Nazionalità sportiva |
| -- | ----------------- | ----- | ----------------- | -------------------- |
| -  | Jan Pretscheck    | All   | -                 | Germania             |
| 2  | Robert Went       | L     | 13 maggio 1990    | Germania             |
| 3  | Martin Merkel     | L     | 27 dicembre 1989  | Germania             |
| 4  | Santino Rost      | P     | 26 giugno 1990    | Germania             |
| 5  | Eric Grosche      | S     | 24 gennaio 1989   | Germania             |
| 6  | Georg Zobel       | P     | 11 ottobre 1995   | Germania             |
| 7  | Tino Walter       | S     | 5 febbraio 1988   | Germania             |
| 8  | Stefan Grudsinski | S     | 24 luglio 1990    | Germania             |
| 9  | Thomas Schober    | S/O   | 12 agosto 1990    | Germania             |
| 10 | Eder Pinheiro     | S/O   | 24 gennaio 1984   | Brasile              |
| 11 | Alan Wasilewski   | C     | 23 luglio 1991    | Polonia              |
| 12 | Christian Heymann | C     | 20 settembre 1986 | Germania             |
| 13 | Robert Schramm    | C     | 16 dicembre 1989  | Germania             |
| 15 | Raphael Möllers   | S     | 9 ottobre 1985    | Germania             |
| 18 | Yaniel Garay      | C     | 20 novembre 1980  | Cuba                 |

## Dürener Turnverein 1847
| N° | Nome             | Ruolo | Data di nascita  | Nazionalità sportiva |
| -- | ---------------- | ----- | ---------------- | -------------------- |
| -  | Michael Mücke    | All   | 5 giugno 1953    | Germania             |
| 1  | Erik Mattson     | L     | 18 dicembre 1990 | Canada               |
| 2  | Evan Barry       | P     | 10 maggio 1990   | Stati Uniti          |
| 3  | Steven Hunt      | S     | 16 aprile 1990   | Canada               |
| 4  | Jelle Hilarius   | S/O   | 10 ottobre 1988  | Paesi Bassi          |
| 5  | Dennis Barthel   | S     | 21 marzo 1996    | Germania             |
| 6  | Georg Klein      | C     | 22 agosto 1991   | Germania             |
| 10 | Matthias Pompe   | S     | 15 febbraio 1984 | Germania             |
| 13 | Sebastián Gevert | S/O   | 23 giugno 1988   | Cile                 |
| 13 | Tibor Fiľo       | C     | 10 aprile 1984   | Slovacchia           |
| 14 | Jaromir Zachrich | C     | 14 aprile 1985   | Germania             |
| 15 | Ciaran McGovern  | P     | 5 giugno 1989    | Canada               |
| 18 | Andrew Nally     | S     | 7 giugno 1988    | Stati Uniti          |

## Verein für Bewegungsspiele Friedrichshafen
| N° | Nome               | Ruolo | Data di nascita  | Nazionalità sportiva |
| -- | ------------------ | ----- | ---------------- | -------------------- |
| -  | Stelian Moculescu  | All   | 6 maggio 1950    | Romania              |
| 2  | Peter Bonnesen     | S/O   | 16 marzo 1993    | Danimarca            |
| 3  | Thilo Späth        | L     | 28 giugno 1987   | Germania             |
| 4  | Valentin Bratoev   | S     | 21 ottobre 1987  | Bulgaria             |
| 5  | Svetoslav Gocev    | C     | 31 agosto 1990   | Bulgaria             |
| 7  | Jannis Hopt        | P     | 3 agosto 1996    | Germania             |
| 8  | Max Günthör        | C     | 9 agosto 1985    | Germania             |
| 9  | Nikola Jovović     | P     | 13 febbraio 1992 | Serbia               |
| 10 | Jenia Grebennikov  | L     | 13 agosto 1990   | Francia              |
| 11 | Roland Gergye      | S     | 24 febbraio 1993 | Ungheria             |
| 12 | Viktor Josifov     | C     | 16 ottobre 1985  | Bulgaria             |
| 13 | Vencislav Simeonov | S/O   | 3 febbraio 1977  | Italia               |
| 14 | Baptiste Geiler    | S     | 12 marzo 1987    | Francia              |
| 16 | Christian Dünnes   | S/O   | 16 giugno 1984   | Germania             |
| 17 | Jan Zimmermann     | P     | 12 febbraio 1993 | Germania             |
| 18 | Yannick Harms      | S     | 14 gennaio 1994  | Germania             |

## Moerser Sportclub 1985
| N° | Nome               | Ruolo | Data di nascita   | Nazionalità sportiva |
| -- | ------------------ | ----- | ----------------- | -------------------- |
| -  | Chang Cheng Liu    | All   | 3 maggio 1964     | Cina                 |
| 1  | Tobias Neumann     | P     | 7 settembre 1988  | Germania             |
| 2  | Itamar Stein       | S/O   | 12 febbraio 1983  | Israele              |
| 3  | Tim Broshog        | C     | 2 dicembre 1987   | Germania             |
| 4  | Óscar Rodríguez    | L     | 8 giugno 1982     | Spagna               |
| 5  | Moritz Müller      | S     | 29 aprile 1988    | Germania             |
| 7  | Oskar Klingner     | C     | 15 marzo 1991     | Germania             |
| 8  | Tom Weber          | L     | 27 ottobre 1989   | Germania             |
| 9  | Tim Elsner         | S     | 5 febbraio 1984   | Germania             |
| 10 | Noah Baxpöhler     | C     | 13 ottobre 1993   | Germania             |
| 11 | Nicolas Marks      | S     | 23 settembre 1994 | Germania             |
| 12 | Lukas Schattenberg | S     | 11 settembre 1995 | Germania             |
| 13 | Pedro Rangel       | P     | 16 settembre 1988 | Messico              |
| 14 | Mark Plotyczer     | S     | 19 febbraio 1987  | Regno Unito          |

## Turnverein 1861 Rottenburg
| N° | Nome                      | Ruolo | Data di nascita   | Nazionalità sportiva |
| -- | ------------------------- | ----- | ----------------- | -------------------- |
| -  | Hans Müller-Angstenberger | All   | 22 luglio 1972    | Germania             |
| 1  | Dirk Mehlberg             | S     | 10 gennaio 1985   | Germania             |
| 3  | Michael Neumeister        | P     | 6 giugno 1985     | Germania             |
| 4  | Federico Cipollone        | P     | 4 maggio 1994     | Italia               |
| 5  | Hans Cipowicz             | C     | 25 settembre 1989 | Germania             |
| 6  | Friederich Nagel          | C     | 29 settembre 1993 | Germania             |
| 7  | Sven Metzger              | S     | 7 gennaio 1992    | Germania             |
| 8  | Felix Isaak               | C     | 2 settembre 1989  | Germania             |
| 9  | Aitor Canca               | C     | 30 novembre 1982  | Spagna               |
| 10 | Nico Zager                | S/O   | 5 marzo 1994      | Germania             |
| 11 | Niko Rukavina             | S     | 28 aprile 1989    | Canada               |
| 13 | Markus Pielmeier          | S/O   | 6 ottobre 1987    | Germania             |
| 14 | René Bahlburg             | S     | 9 giugno 1988     | Germania             |
| 15 | Willy Belizer             | L     | 30 novembre 1985  | Germania             |

## Chemie Volley Mitteldeutschland
| N° | Nome                | Ruolo | Data di nascita   | Nazionalità sportiva |
| -- | ------------------- | ----- | ----------------- | -------------------- |
| -  | Ulf Quell           | All   | 4 marzo 1969      | Germania             |
| 2  | Filip Palgut        | P     | 23 settembre 1991 | Slovacchia           |
| 3  | Joren Zeeman        | C     | 31 maggio 1989    | Canada               |
| 4  | Casper Christiansen | S     | 25 giugno 1986    | Danimarca            |
| 7  | Florian Völker      | P     | 6 maggio 1991     | Germania             |
| 8  | Tomáš Halanda       | S     | 25 aprile 1992    | Slovacchia           |
| 9  | Enrico Ehrhardt     | S     | 4 dicembre 1983   | Germania             |
| 10 | Jairo Hooi          | C     | 13 marzo 1978     | Paesi Bassi          |
| 11 | Aske Sørensen       | C     | 20 aprile 1993    | Danimarca            |
| 12 | Phillip Trenkler    | S     | 5 marzo 1993      | Germania             |
| 13 | Chris Warsawski     | C     | 13 agosto 1992    | Germania             |
| 14 | Dennis Hefter       | L     | 4 marzo 1993      | Germania             |
| 18 | Artur Augustyn      | C     | 6 gennaio 1983    | Polonia              |

## Turn- und Sportverein Unterhaching Volleyball
| N° | Nome               | Ruolo | Data di nascita  | Nazionalità sportiva |
| -- | ------------------ | ----- | ---------------- | -------------------- |
| -  | Mihai Paduretu     | All   | 18 gennaio 1967  | Romania              |
| 1  | Tsimafei Zhukouski | P     | 18 dicembre 1989 | Croazia              |
| 3  | Philipp Jankowski  | P     | 15 ottobre 1991  | Germania             |
| 5  | David Sossenheimer | S     | 21 giugno 1996   | Germania             |
| 7  | Ferdinand Tille    | L     | 8 ottobre 1988   | Germania             |
| 8  | Marcus Böhme       | C     | 25 agosto 1985   | Germania             |
| 9  | Ewoud Gommans      | S     | 17 novembre 1990 | Paesi Bassi          |
| 10 | Sebastian Schwarz  | S     | 2 ottobre 1985   | Germania             |
| 11 | Simon Hirsch       | S/O   | 3 aprile 1992    | Germania             |
| 12 | Konstantin Shumov  | C     | 15 febbraio 1985 | Finlandia            |
| 13 | Marien Moreau      | S/O   | 25 ottobre 1983  | Francia              |
| 14 | Tom Strohbach      | S     | 27 maggio 1992   | Germania             |
| 15 | Jan-Philipp Marks  | S     | 3 aprile 1992    | Germania             |
| 18 | Guennadi Sokolov   | C     | 14 maggio 1992   | Israele              |
| -  | Robert Bauer       | S     | 16 aprile 1986   | Germania             |
| -  | Martin Gert        | C     | 5 ottobre 1981   | Germania             |